# Banat (India)
Banat è una suddivisione dell'India, classificata come nagar panchayat, di 19.080 abitanti, situata nel distretto di Muzaffarnagar, nello stato federato dell'Uttar Pradesh. In base al numero di abitanti la città rientra nella classe IV (da 10.000 a 19.999 persone).

## Geografia fisica
La città è situata a 29° 28' 0 N e 77° 20' 60 E e ha un'altitudine di 242 m s.l.m..

## Società

### Evoluzione demografica
Al censimento del 2001 la popolazione di Banat assommava a 19.080 persone, delle quali 10.099 maschi e 8.981 femmine. I bambini di età inferiore o uguale ai sei anni assommavano a 3.629, dei quali 1.912 maschi e 1.717 femmine. Infine, coloro che erano in grado di saper almeno leggere e scrivere erano 9.825, dei quali 6.122 maschi e 3.703 femmine.